# Ennetmoos
Ennetmoos är en ort och kommun i kantonen Nidwalden, Schweiz. I kommunen finns även kyrkbyn St. Jakob, 3,5 kilometer från huvudorten Ennetmoos. Kommunen har 2 321 invånare (2023).